# Cratoptera celtillusaria
Cratoptera celtillusaria är en fjärilsart som beskrevs av Walker 1860. Cratoptera celtillusaria ingår i släktet Cratoptera och familjen mätare. Inga underarter finns listade i Catalogue of Life.